# 卓顺发
卓顺发（1960年—）新加坡善济医社主席，作家，2015年新加坡志愿服务及慈善事业奖得主，2008年汶川地震，卓顺发为灾区筹款4700万人民币，2004 年、2009年分别获得新加坡总统颁赐公共服务奖章、公共服务星章；2013 年入选《管理世界》杂志 50 位华人慈善家之一。

## 作品
《感恩: 卓顺发与您分享》（2016年3月15日出版）
《路-越走越好: 卓顺发与您分享》（2017年7月1日 出版）
《珍惜生命感恩人生: 卓顺发与您分享》（ 2018年11月1日出版）
《当下最真: 活在当下-卓顺发与您分享》（2020年9月1日出版）
《如果你是大海，不在乎那条船: 卓顺发与您分享》（2021年4月1日出版）